# Lyperosomum oswaldi
Lyperosomum oswaldi är en plattmaskart. Lyperosomum oswaldi ingår i släktet Lyperosomum och familjen Dicrocoeliidae. Inga underarter finns listade i Catalogue of Life.